# Ernst Toller
Ernst Toller, född 1 december 1893 i Samotschin (polska: Szamocin), Provinsen Posen, död 22 maj 1939 i New York, USA, var en tysk-judisk författare, politiker och revolutionär.

## Biografi

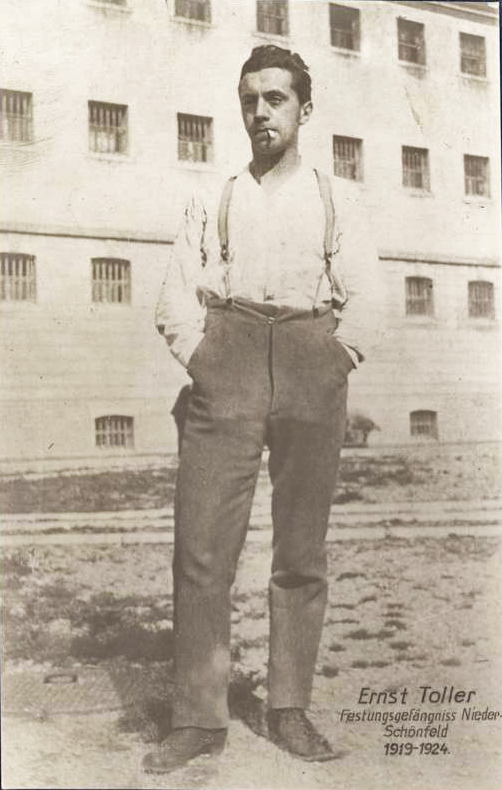
Ernst Toller inspärrad på fästningen Niederschönfeld.

Toller var tidvis ordförande för Tysklands oberoende socialdemokratiska parti i Bayern och en förkämpe för den kortlivade bayerska rådsrepubliken. Efter att republiken hade slagits ned i maj 1919 dömdes Toller att avtjäna fem år på fästning, och undgick därmed med knapp nöd att dömas till döden. Redan under fängelsetiden och även senare kom han med sina dramer att bli en av de mest tongivande representanterna för den litterära expressionismen i Weimarrepubliken.   
Toller emigrerade 1932 till Schweiz. Efter det nazistiska maktövertagandet i Tyskland 1933 fråntogs han, på grund av sitt judiska ursprung och sin politiska uppfattning, sitt tyska medborgarskap. Hans böcker fanns med på den lista som nazisterna upprättade 1933 över böcker som ansågs vara "otyska" och skulle brännas. Toller uppehöll sig i flera olika länder, men kom 1937 till USA. Som pacifist och politisk moralist blev Toller blev alltmer resignerad vid betraktandet av fascismens framgångar; något han redan på 1920-talet varnat för. Till följd av detta blev han svårt deprimerad och begick självmord genom att hänga sig 1939. 
Till Tollers mest kända verk räknas skådespelen Masse Mensch och Hinkemann, liksom den självbiografiska berättelsen Eine Jugend in Deutschland (svensk översättning: 'Ungdom i Tyskland', 1981). Han var också en framstående lyriker, där främst diktcykeln Das Schwalbenbuch brukar nämnas.

## Hoppla vi lever!

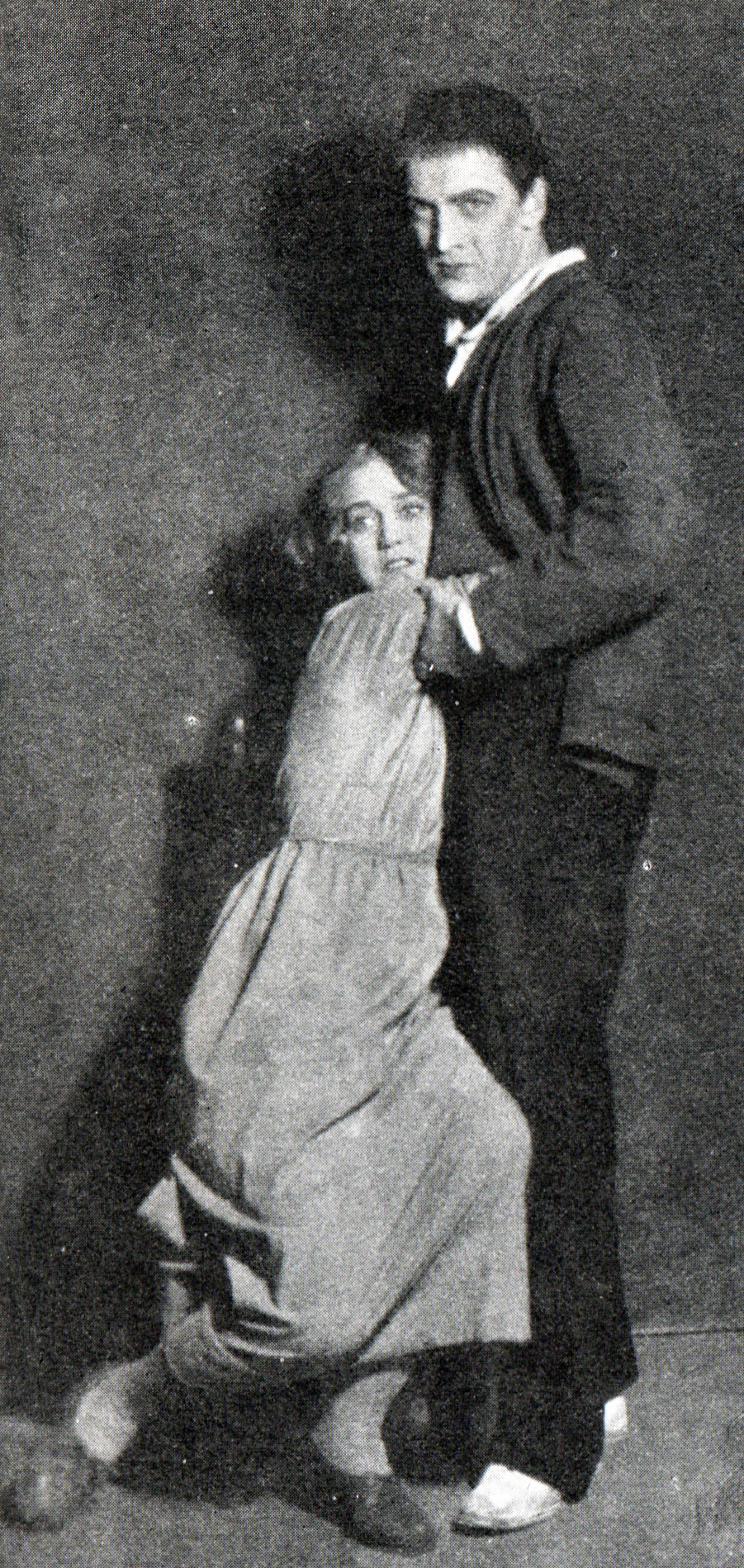
Hoppla vi lever! Alf Sjöberg och Anna Lindahl i huvudrollerna, Dramaten 1928.

Den starkt expressionistiska pjäsen Hoppla vi lever! behandlar upproret i Bayern 1919. Dramat hade premiär i Berlin 1927 i Erwin Piscators regi, och sattes upp på Dramaten året därpå i regi av Per Lindberg och med Alf Sjöberg och Anna Lindahl i huvudrollerna. Samma år sattes stycket även upp i Göteborg i regi av Knut Ström och med Sven Miliander och Göta Hoving i huvudrollerna. Pjäsen har spelats flera gånger därefter, bland annat på Stockholms stadsteater 1980 i regi av Fred Hjelm.